# Premi Goya 2024

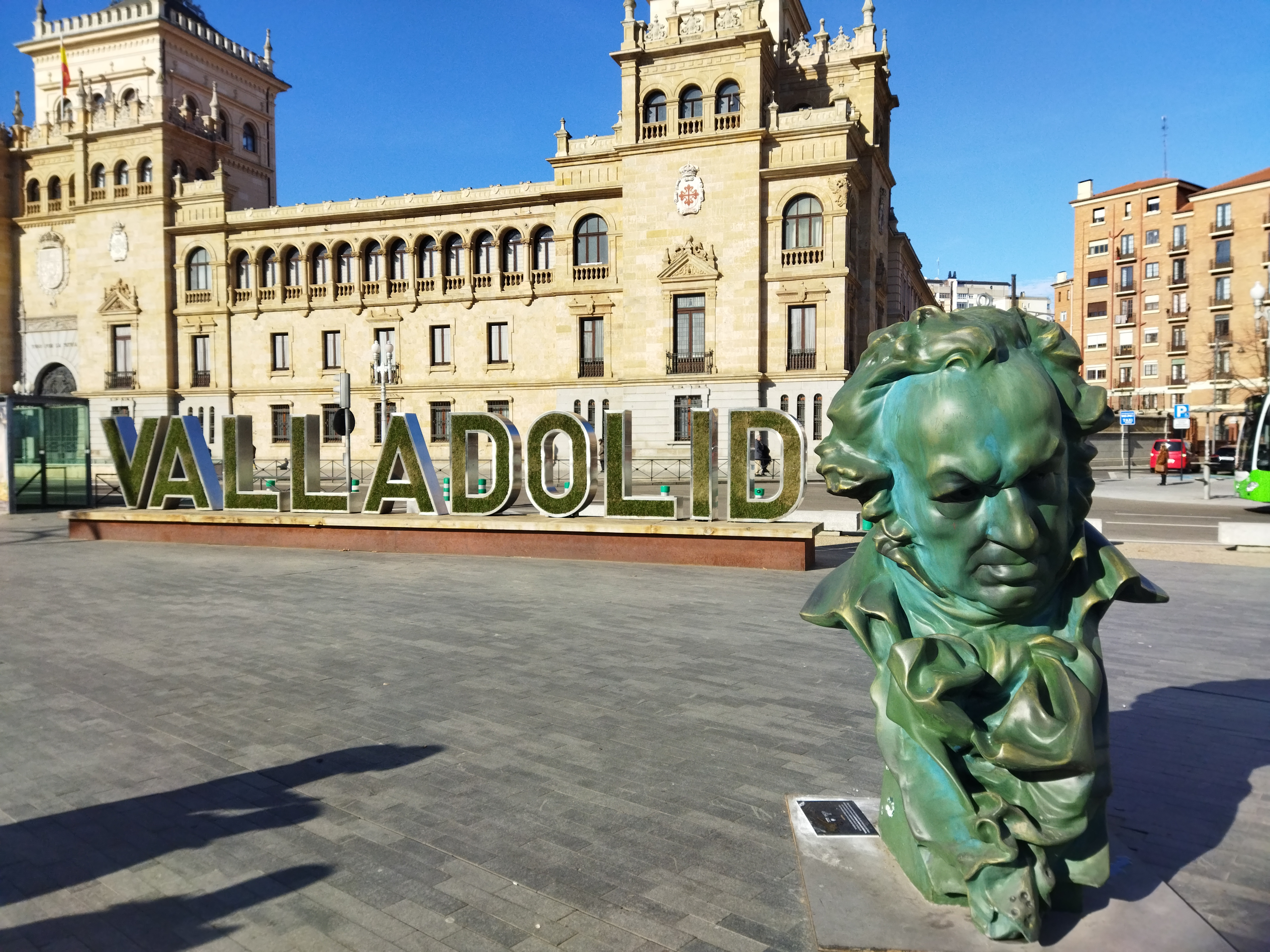
Riproduzione del Premio Goya a Valladolid

La cerimonia di premiazione della 38ª edizione dei Premi Goya ha avuto luogo il 10 febbraio 2024 alla Feria de Valladolid, presentata da Ana Belén, Javier Ambrossi e Javier Calvo. La premiazione è andata in onda sulla rete televisiva La 1.
Le candidature sono state annunciate il 30 novembre 2023 da Luis Tosar e Anna Castillo. Il film che ha ricevuto più candidature è stato 20.000 especies de abejas con 15 candidature, seguito da La società della neve con 13 candidature. Quest'ultimo è stato il film maggiormente premiato, aggiudicandosi un totale di 12 statuette.

## Vincitori e candidati
I vincitori sono indicati in grassetto, a seguire gli altri candidati. Sono indicati i titoli italiani; tra parentesi il titolo originale del film.

### Miglior film
- La società della neve (La sociedad de la nieve), regia di J. A. Bayona
- 20.000 especies de abejas, di Estibaliz Urresola Solaguren
- Cerrar los ojos, regia di Víctor Erice
- Un amor, regia di Isabel Coixet
- Saben aquell, regia di David Trueba

### Miglior regista
- J. A. Bayona - La società della neve (La sociedad de la nieve)
- Víctor Erice - Cerrar los ojos
- Isabel Coixet - Un amor
- David Trueba - Saben aquell
- Elena Martín - Creatura

### Miglior attore protagonista
- David Verdaguer - Saben aquell
- Manolo Solo - Cerrar los ojos
- Enric Auquer - El mestre que va prometre el mar
- Hovik Keuchkerian - Un amor
- Alberto Ammann - Upon Entry - L'arrivo (La llegada)

### Miglior attrice protagonista
- Malena Alterio - Que nadie duerma
- Patricia López Arnaiz - 20.000 especies de abejas
- María Vázquez - Matria
- Laia Costa - Un amor
- Carolina Yuste - Saben aquell

### Miglior attore non protagonista
- José Coronado - Cerrar los ojos
- Martxelo Rubio - 20.000 especies de abejas
- Juan Carlos Vellido - Bajo terapia
- Àlex Brendemühl - Creatura
- Hugo Silva - Un amor

### Migliore attrice non protagonista
- Ane Gabarain - 20.000 especies de abejas
- Itziar Lazkano - 20.000 especies de abejas
- Ana Torrent - Cerrar los ojos
- Luisa Gavasa - El mestre que va prometre el mar
- Clara Segura - Creatura

### Miglior regista esordiente
- Estibaliz Urresola Solaguren - 20.000 especies de abejas
- Itsaso Arana - Las chicas están bien
- Álvaro Gago - Matria
- Alejandro Rojas e Juan Sebastián Vasquez - Upon Entry - L'arrivo (La llegada)
- Alejandro Marín - Te estoy amando locamente

### Miglior attore rivelazione
- Matías Recalt - La società della neve (La sociedad de la nieve)
- Omar Banana - Te estoy amando locamente
- Brianeitor - Campeonex
- La Dani - Te estoy amando locamente
- Julio Hu Chen - Chinas

### Migliore attrice rivelazione
- Janet Novás - O corno
- Xinyi Ye - Chinas
- Yeju Ji - Chinas
- Clàudia Malagelada - Creatura
- Sara Becker - La contadora de películas

### Miglior sceneggiatura originale
- Estibaliz Urresola Solaguren - 20.000 especies de abejas
- Víctor Erice e Michel Gaztambide - Cerrar los ojos
- Carmen Garrido e Alejandro Marín - Te estoy amando locamente
- Alejandro Rojas e Juan Sebastián Vasquez - Upon Entry - L'arrivo (La llegada)
- Félix Viscarret - Una vida no tan simple

### Miglior sceneggiatura non originale
- Pablo Berger - Il mio amico robot (Robot Dreams)
- Albert Val - El mestre que va prometre el mar
- Bernat Vilaplana, J. A. Bayona, Jaime Marques-Olarreaga e Nicolás Casariego - La società della neve (La sociedad de la nieve)
- Isabel Coixet e Laura Ferrero - Un amor
- David Trueba e Albert Espinosa - Saben aquell

### Miglior produzione
- Margarita Huguet - La società della neve (La sociedad de la nieve)
- Pablo Vidal - 20.000 especies de abejas
- María José Díez - Cerrar los ojos
- Eduard Vallès - Saben aquell
- Leire Aurrekoetxea e Luis Gutiérrez - Valle de sombras

### Miglior fotografia
- Pedro Luque - La società della neve (La sociedad de la nieve)
- Gina Ferrer García - 20.000 especies de abejas
- Valentín Álvarez - Cerrar los ojos
- Bet Rourich - Un amor
- Diego Trenas - Una noche con Adela

### Miglior montaggio
- Andrés Gil e Jaume Martí - La società della neve (La sociedad de la nieve)
- Raúl Barreras - 20.000 especies de abejas
- Ascen Marchena - Cerrar los ojos
- Fátima de los Santos - Mamacruz
- Fernando Franco - Il mio amico robot (Robot Dreams)

### Miglior sonoro
- Jorge Adrados, Oriol Tarragó e Marc Orts - La società della neve (La sociedad de la nieve)
- Eva Valiño, Koldo Corella e Xanti Salvador - 20.000 especies de abejas
- Iván Marín, Juan Ferro e Candela Palencia - Cerrar los ojos
- Tamara Arévalo, Fabiola Ordoyo e Yasmina Praderas - Campeonex
- Xavi Mas, Eduardo Castro e Yasmina Praderas - Saben aquell

### Miglior colonna sonora
- Michael Giacchino - La società della neve (La sociedad de la nieve)
- Natasha Arizu - El mestre que va prometre el mar
- Arnau Bataller - La paradoja de Antares
- Alfonso de Vilallonga - Il mio amico robot (Robot Dreams)
- Andrea Motis - Saben aquell

### Miglior canzone
- Yo solo quiero amor di Rigoberta Bandini - Te estoy amando locamente
- Eco di Xoel López - Amigos hasta la muerte
- Chinas di Marina Herlop - Chinas
- El amor de Andrea dei Vetusta Morla - El amor de Andrea
- La gallinita di Fernando Moreri Haberman e Sergio Bertran - La imatge permanent

### Miglior scenografia
- Alain Bainée - La società della neve (La sociedad de la nieve)
- Izaskun Urkijo - 20.000 especies de abejas
- Curru Garabal - Cerrar los ojos
- Carlos Conti - La contadora de películas
- Marc Pou - Saben aquell

### Migliori costumi
- Julio Suárez - La società della neve (La sociedad de la nieve)
- Nerea Torrijos - 20.000 especies de abejas
- Maria Armengol - El mestre que va prometre el mar
- Mercè Paloma - La contadora de películas
- Lala Huete - Saben aquell

### Miglior trucco e/o acconciatura
- Ana López-Puigcerver, Belén López-Puigcerver e Montse Ribé - La società della neve (La sociedad de la nieve)
- Aihoa Eskusabel e Jose Gabarain - 20.000 especies de abejas
- Eli Adánez e Juan Begara - La ternura
- Caitlin Acheson, Benjamín Pérez e Nacho Díaz - Saben aquell
- Sarai Rodríguez, Noé Montes e Óscar del Monte - Valle de sombras

### Migliori effetti speciali
- Pau Costa, Félix Bergés e Laura Pedro - La società della neve (La sociedad de la nieve)
- Mariano García Marty, Jon Serrano, David Heras, Fran Belda e Indira Martín - 20.000 especies de abejas
- Raúl Romanillos e Míriam Piquer - Valle de sombras
- Eneritz Zapiain e Iñaki Gil - La ermita
- Mariano García Marty, Jon Serrano, Juan Ventura e Amparo Martínez - Tin & Tina

### Miglior film d'animazione
- Il mio amico robot (Robot Dreams), regia di Pablo Berger
- Dispararon al pianista, regia di Fernando Trueba e Javier Mariscal
- El sueño de la sultana, regia di Isabel Herguera
- Hanna i els monstres, regia di Lorena Ares
- Mummie - A spasso nel tempo (Mummies), regia di Juan Jesús García Galocha

### Miglior documentario
- Mientras seas tú di Claudia Pinto Emperador
- Caleta Palace di José Antonio Hergueta
- Contigo, contigo y sin mí di Amaya Villar Navascués
- Esta ambición desmedida di Santos Bacana, Rogelio González e Cristina Trenas
- Iberia, naturaleza infinita di Arturo Menor Campillo

### Miglior film europeo
- Anatomia di una caduta (Anatomie d'une chute), regia di Justine Triet (Francia)
- Aftersun, regia di Charlotte Wells (Regno Unito)
- Le otto montagne, regia di Felix van Groeningen e Charlotte Vandermeersch (Italia)
- Sigurno mjesto, regia di Juraj Lerotic (Croazia)
- Das Lehrerzimmer, regia di İlker Çatak (Germania)

### Miglior film straniero in lingua spagnola
- La memoria infinita, regia di Maite Alberdi (Cile)
- Alma Viva, regia di Cristèle Alves Meira (Portogallo)
- La Pécera, regia di Glorimar Marrero Sánchez (Porto Rico)
- Puan, regia di María Alché e Benjamín Naishtat (Argentina)
- Simón, regia di Diego Vicentini (Venezuela)

### Miglior cortometraggio di finzione
- Aunque es de noche, regia di Guillermo García López
- Carta a mi madre para mi hijo, regia di Carla Simón
- Cuentas divinas, regia di Eulalia Ramón
- La loca y el feminista, regia di Sandra Gallego
- París 70, regia di Dani Feixas Roka

### Miglior cortometraggio documentario
- Ava, regia di Mabel Lozano
- BLOW!, regia di Neus Ballús
- El bus, regia di Sandra Reina
- Herederas, regia di Silvia Venegas Venegas
- Una terapia de mierda, regia di Javier Polo Gandía

### Miglior cortometraggio d'animazione
- To Bird or Not To Bird, regia di Martín Romero
- Becarias, regia di Marina Cortón, Marina Donderis e Nuria Poveda
- Todo bien, regia di Diana Acién Manzorro
- Todo está perdido, regia di Juan Fran Jacinto e Carla Pereira Docampo
- Txotxongiloa, regia di Sonia Estévez

### Premio Goya alla carriera
- Juan Mariné Bruguera[6]

### Premio Goya internazionale
- Sigourney Weaver[7]